# Fel nagy örömre
A Fel nagy örömre karácsonyi ének. Szövegét és zenéjét Gárdonyi Géza írta, 1882-ben, Karádon.
Feldolgozás:
| Szerző        | Mire                 | Mű                            |
| ------------- | -------------------- | ----------------------------- |
| Karai József  | gyerekkar, zongora   | Fel nagy örömre, 21. oldal    |
| Ludvig József | ének, gitárakkordok  | Mennyből az angyal, 29. oldal |
| Soós András   | gyermek vonószenekar | Karácsonyi muzsika, 20. oldal |

## Dallama és kottája
Fel nagy örömre! ma született,

Aki után a föld epedett.

Mária karján égi a fény,

Isteni Kisded Szűznek ölén.

Egyszerű pásztor, jöjj közelebb,

Nézd csak örömmel Istenedet.
Nem ragyogó fény közt nyugoszik,

Bársonyos ágya nincs neki itt.

Csak ez a szalma, koldusi hely,

Rá meleget a marha lehel.

Egyszerű pásztor, térdeden állj!

Mert ez az égi s földi király.
Glória zeng Betlehem mezején,

Éjet elűzi mennyei fény;

Angyali rendek hirdetik őt,

Az egyedül szent Üdvözítőt.

Egyszerű pásztor, arcra borulj,

Lélekben éledj és megújulj!

## Felvételek
- 14 Fel nagy örömre (Szent Karácsony) (YouTube)
- Fel nagy örömre… (YouTube)
- KH029A 201012251953 FEL NAGY ÖRÖMRE MA SZÜLETETT (YouTube)
- Cseh Tamás énekel - Fel nagy örömre! (Gárdonyi Géza dala) (YouTube)
- Gárdonyi Géza:  Fel nagy örömre. Debreceni vegyeskar  YouTube (Hozzáférés: 2019. március 23.) (kotta, szöveg, videó)